# Motisch
Motisch ist der Name zweier Wüstungen bei dem halleschen Stadtteil Lettin. Die Dorfnamen deuten auf sumpfiges Gelände. 

## Das östliche Motisch
Östlich von Lettin, zwischen Brandbergen und der Kiesgrube, lag ein Motisch. Es wurde drei Mal urkundlich erwähnt: Im Jahre 1400 belehnte Erzbischof Albrecht IV. Thilo Sume einmal mit einem Hof und drei Hufen in villa Motschirue und im selben Jahr noch mit einem Hof in villa Masschirue und vier Hufen in campis Masschirue. Außerdem wird 1750 die Mötzschmark erwähnt.

## Das westliche Motisch
Dieses Dorf lag zwischen Lettin und Dölau an der Quelle des Haßgrabens 51° 31′ 15,7″ N, 11° 53′ 43,2″ O. Es wurde im Jahr 1459 erwähnt, als Erzbischof Friedrich III. einen Heise Hedderslebe mit unter anderem dem Zehnten zu Lettin zu Metzenmark belehnte. 1834 wurden noch Grundmauern auf dem Anger gefunden. Die Siedlung ist wohl ziemlich früh eingegangen und die Einwohner sind nach Lettin gezogen.